# Betania
Betania là một khu tự quản thuộc tỉnh Antioquia, Colombia. Thủ phủ của khu tự quản Betania đóng tại Betania Khu tự quản Betania có diện tích 168 ki lô mét vuông. Đến thời điểm ngày 28 tháng 5 năm 2005, khu tự quản Betania có dân số 10597 người.